# 어린잎채소
어린잎채소에 대해 설명한다.

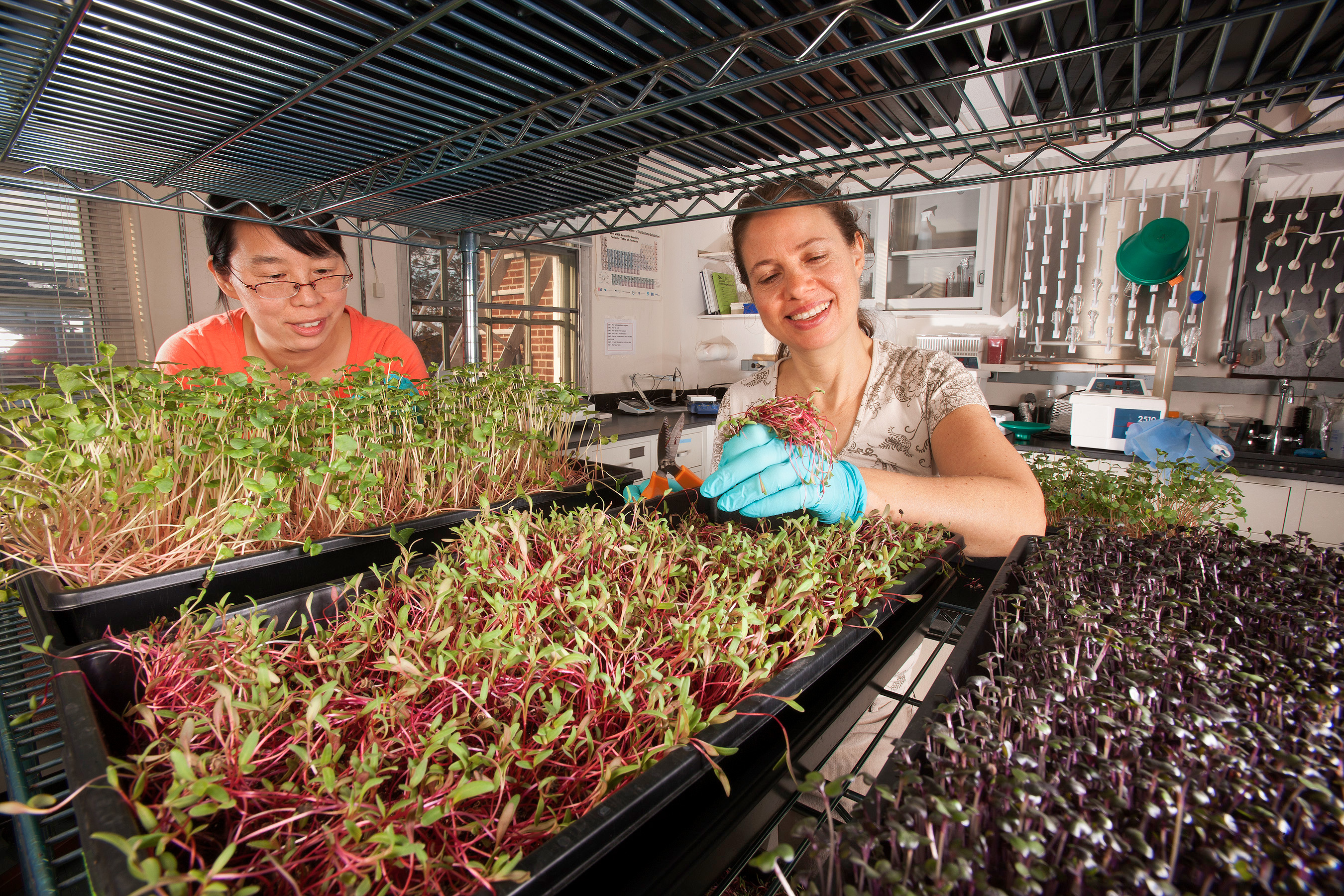

각종 채소류의 잎이 어려 부드러울 때 10~15 cm 정도로 잎자루 부분에서 수확하여 샐러드 등에 이용된다. 주로 경수채, 다채, 청경채류가 많이 이용되는데 종류도 풍부하여 계절에 따라 여러 가지 품종이 수확되고 있으며, 색채와 맛이 다른 여러 종류의 잎을 섞어 판매되고 있는 것이 일반적이다.
2004년에 각종 채소류의 어린잎을 생식이나 샐러드로 이용하는 ‘베이비채소’ 식단이 웰빙시대의 새로운 건강식단으로 주목받으며 인기 키워드에 올랐다(동아일보.2004.4.30)
잎이 어릴 때 수확한 한 잎 크기의 샐러드용 채소로, 원래는 미국 캘리포니아주의 유명 레스토랑의 셰프가 메뉴화한 것이 계기가 되어 캘리포니아주에서는 이미 하루에 100톤을 소비하는 대형 식재로 성장되어 있다. 근대의 개량종인 비트와 이탈리아 요리에서 자주 사용되는 로케트 등이 대표적인데, 토마토와 양배추 등 다른 채소보다 단백질과 탄수화물의 함유량이 많다.
특히 미네랄 함량은 다른 채소류를 크게 웃돌고 있다. 일반 채소는 보통 절단면에서 미네랄 등 영양분이 흘러나가고 마는데, 베이비리프의 경우 어린잎을 한 입 크기로 수확하여 그대로 씻어 먹을 수 있으므로 영양분의 유출도 적다.
베이비리프와 마찬가지로 샐러드용 어린잎 채소의 부드러운 잎을 섞은 것을 프랑스어로 mesclun, 영어로 meslun greens, 이탈리아어로 misticanza 라고 부른다.
각 품종에 따라 고농도로 함유되어 있는 영양소가 있는데 경수채는 베타카로틴이 호박과 동량, 로케트는 비타민 C가 귤의 2.7배, 적겨자는 아연이 토마토의 약 5배, 비트는 칼륨이 수박의 약 5.4배, 다채는 베타카로틴은 호박의 약 2배이며 칼슘은 소송채의 약 1.2배, 오크리프는 철분이 시금치와 동등하게 들어있으며, 소송채는 클로로필을 시금치의 약 1.6배나 함유하고 있다.